# Adriaen van der Spelt

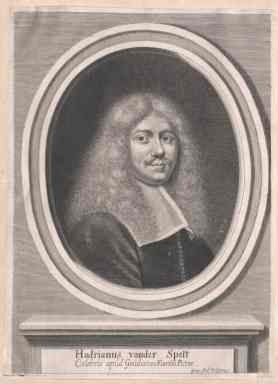
Adriaen van der Spelt

Adriaen van der Spelt ( Leiden, circa 1630 - Gouda, noviembre de 1673 ) fue un pintor holandés de bodegones y ramos de flores.

## Trayectoria
Adriaen van der Spelt nació en Leiden alrededor de 1630, hijo del vidriero Job Adriaensz van der Spelt, originario de Gouda. Probablemente fue alumno del pintor de Gouda Wouter Crabeth alrededor de 1644. Es más conocido como pintor de bodegones (de flores). En 1658 se convirtió en miembro del gremio de pintores de Leiden. Luego se instaló como pintor en Gouda. De 1664 a 1670 pintó en Berlín en la corte de Federico Guillermo de Brandeburgo, elector de Brandeburgo.
Después de su período en Berlín, regresó a Gouda. Allí se casó por tercera vez con una mujer malvada de Groningen, según el historiador de Gouda Ignatius Walvis Groeningsch.

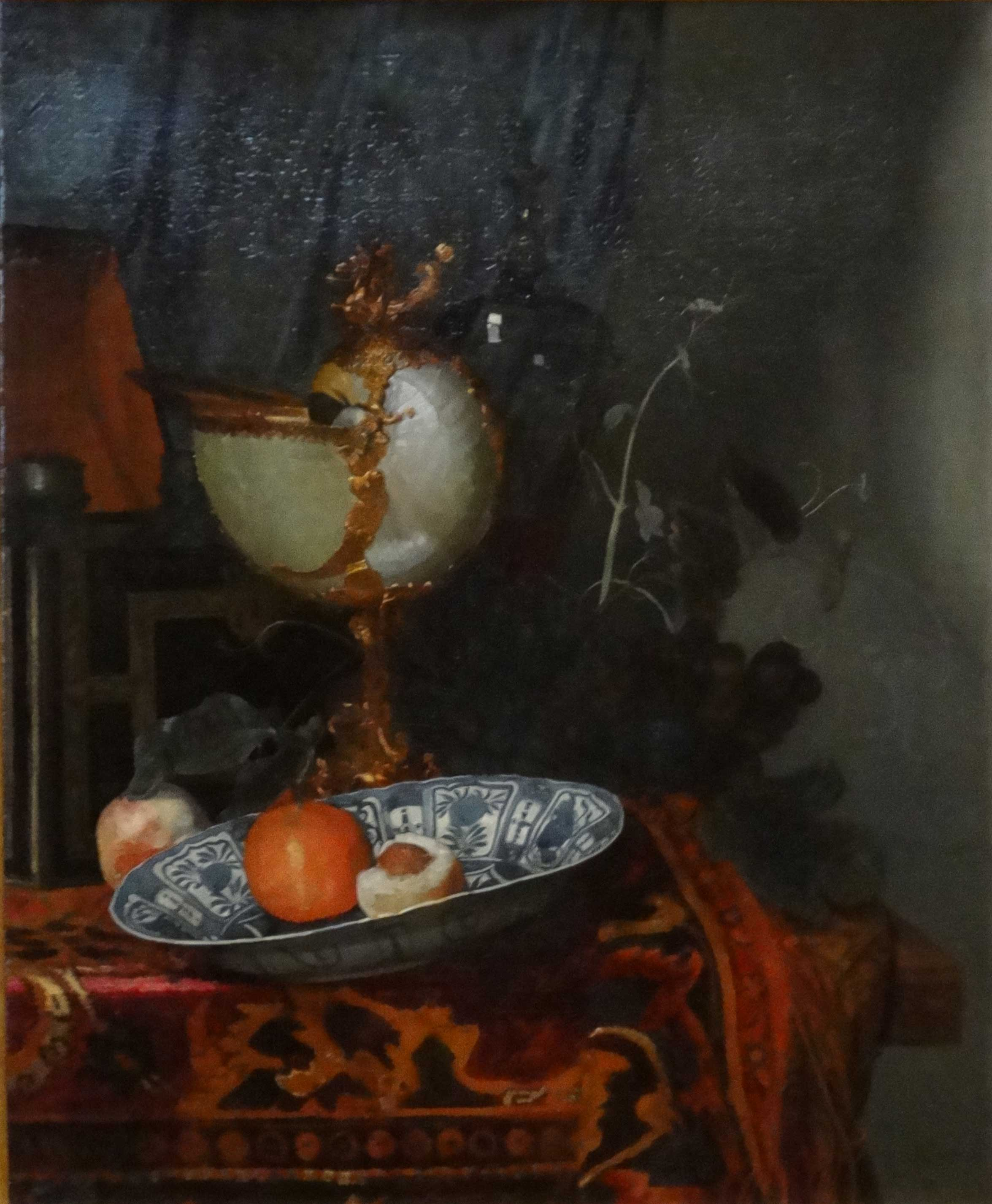
"Bodegón" de Adriaen van der Spelt de 1661 (colección Museum Gouda)

## Galería

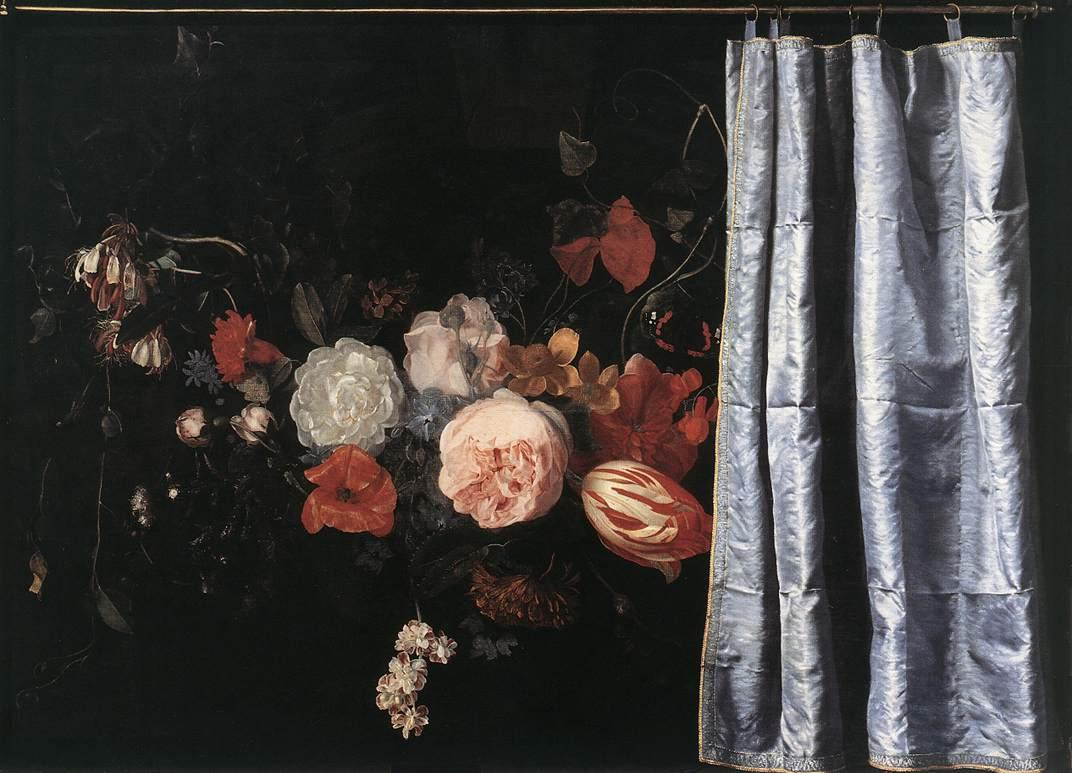
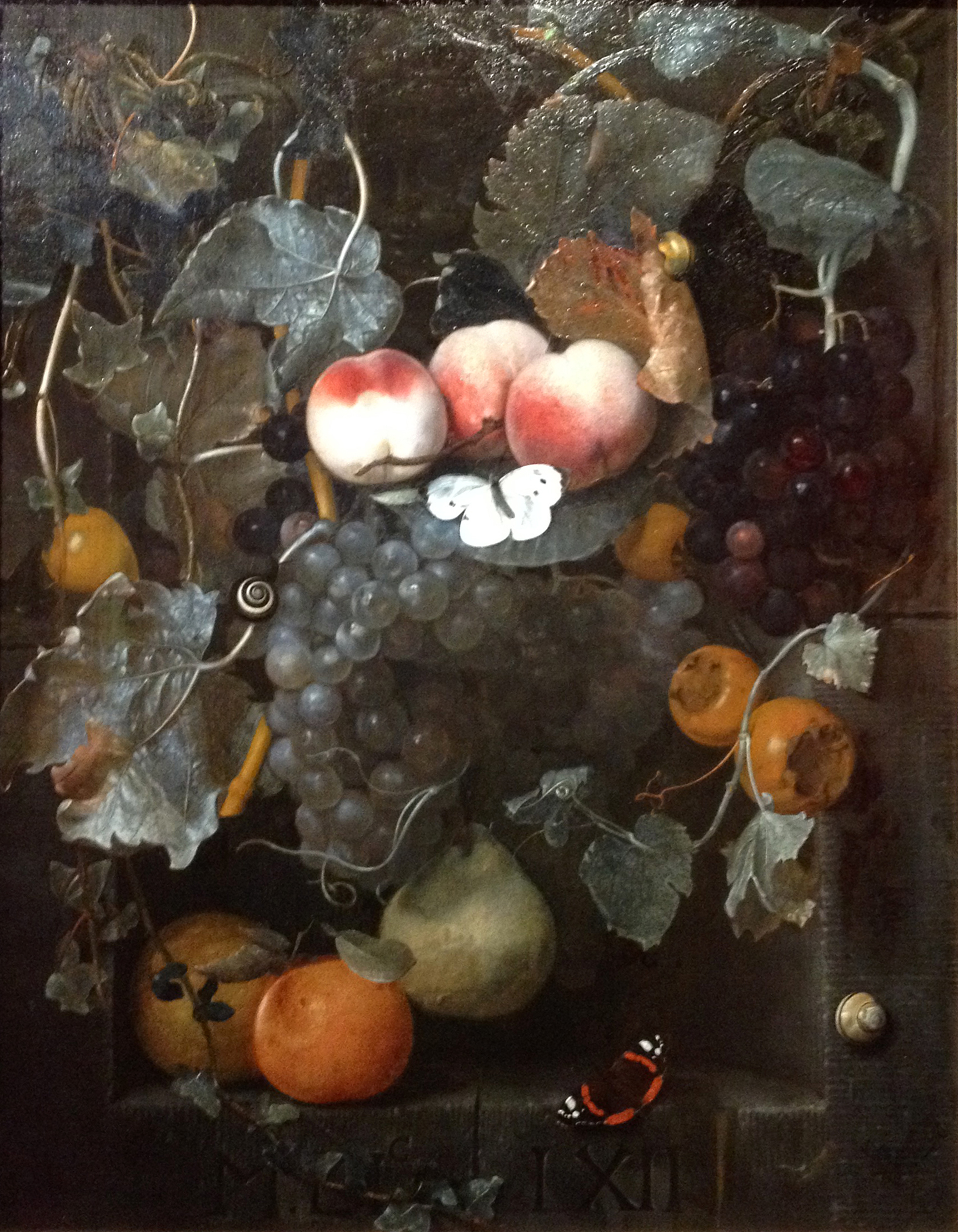
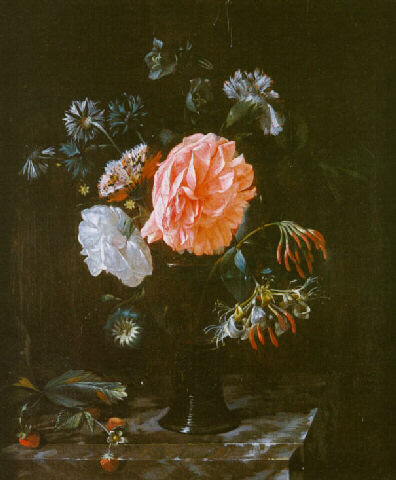